# Autorité nationale d'assurance qualité de l'enseignement supérieur
 (février 2017).
Si vous disposez d'ouvrages ou d'articles de référence ou si vous connaissez des sites web de qualité traitant du thème abordé ici, merci de compléter l'article en donnant les références utiles à sa vérifiabilité et en les liant à la section « Notes et références ».
L’Autorité nationale d’assurance qualité de l’enseignement supérieur (ANAQ-Sup) est une agence d’État sénégalaise placée sous la tutelle du ministère de l'Enseignement supérieur, de la Recherche et de l'Innovation (MESRI) pour assurer et améliorer la qualité des programmes d'enseignement supérieur et des établissements d'enseignement supérieur au Sénégal.
Elle a été créée en août 2012 à la suite des réformes de gouvernance entreprises dans l'enseignement supérieur sénégalais.
Elle a été créée par le décret 2012-837 du 7 août 2012 remplacé par le nouveau décret N° 2018-1956 du 07 novembre 2018 élargissant ses missions à la Recherche et à l'Innovation. 
Le secrétaire exécutif de l'ANAQ-Sup est Lamine Gueye. Il succède à Massamba Diouf à ce poste.